# SMS Möwe (1914)
Pour les autres navires du même nom, voir SMS Möwe et SMS Vineta.
Le SMS Möwe (ce qui signifie mouette en allemand) est un croiseur auxiliaire de la Marine impériale allemande qui a opéré comme corsaire durant la Première Guerre mondiale.

## Les débuts
Construit par le chantier naval Joh. C. Tecklenborg à Geestemünde, il fut lancé en 1914 en tant que cargo appelé Pungo pour la compagnie fruitière allemande Afrikanissche Fruchtkompanie dirigée par F. Laeisz à Hambourg. Après avoir transporté des bananes de la colonie alors allemande du Kamerun vers l'Allemagne, il fut réquisitionné par la Marine impériale allemande en tant que mouilleur de mines en raison de sa vitesse et de la grande dimension de ses cales.
Sa transformation fut réalisée par les chantiers impériaux à Wilhelmshaven à l'automne 1915. Il entra en service actif le 1er novembre 1915 sous le commandement du comte Nikolaus zu Dohna-Schlodien.

## Premier voyage
Le SMS Möwe quitta Wilhemshaven le 29 décembre 1915. Il mouilla 262 mines dans des conditions météo difficiles dans le détroit de Pentlant près de la base de Scapa Flow de la Home Fleet britannique. Le pré-Dreadnought King Edward VII heurta une de ces mines quelques jours plus tard et coula.
Il passa ensuite dans l'Atlantique par le nord de l'Écosse, et le 10 janvier 1916 mouilla environ 240 mines de l'estuaire de la Loire à celui de la Gironde qui coulèrent deux navires. Il poursuivit vers l'Espagne, les Canaries et le Brésil qu'il atteignit le 28 janvier 1916
En trois mois, il s'empara de quinze navires représentant 50 000 tonnes. Deux furent envoyés avec leur cargaisons et des prisonniers en tant que prise de guerre, dont le S. S. Appam. Les autres furent coulés.
Le 25 février 1916, il passa entre l'Islande et l'Écosse et mit le cap pour longer la côte norvégienne. 
Il rentra au port de Wilhemshaven accueilli comme un héros le 4 mars 1916. Tout l'équipage fut décoré par le Kaiser.

## Interlude en tant queVineta
Pour des raisons de sécurité, il fut renommé Vineta du nom d'un croiseur auxiliaire qui avait été retiré du service. Il réalisa des patrouilles contre le trafic allié près des côtes de Norvège, mais ne captura qu'un navire.

## Second voyage

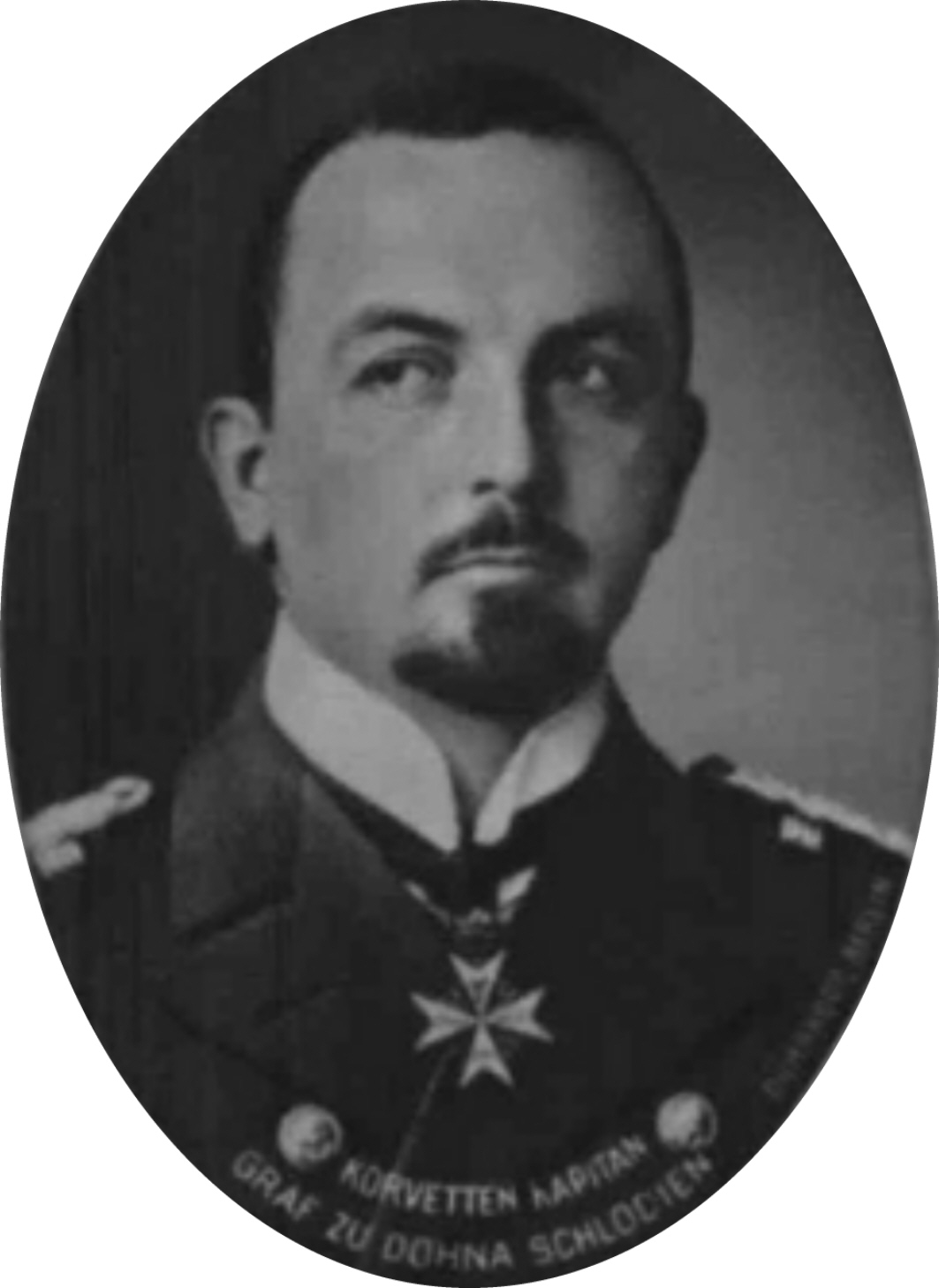
Portrait du capitaine zu Dohna-Schlodien

Le 23 novembre 1916, le SMS Möwe partit pour une nouvelle croisière via l'Islande dans l'Atlantique. Puis vers le Brésil et la côte du sud-ouest africain. Avant de revenir selon le même trajet approximatif. En quatre mois, il s'empara de vingt-cinq navires totalisant 123 265 tonneaux.
Parmi ceux-ci, le SS Yarrowdale fut envoyé comme prise de guerre en Allemagne où il fut lui-même transformé en croiseur auxiliaire SMS Leopard.
Le SMS Möwe captura et retint aussi le SS Saint Theodore en le transformant en croiseur auxiliaire SMS Geier. Celui-ci opéra pendant six semaines, coula deux navires, avant d'être lui-même sabordé.
Le SMS Möwe franchit le blocus britannique le 19 mars 1917. Il fut sans doute aidé par le fait que le croiseur auxiliaire SMS Leopard (anciennement Yarrowdale, une prise du SMS Möwe) essayait de le franchir vers le nord et fut détruit. Le SMS Möwe rentra en Allemagne le 22 mars 1917

## La fin de l'histoire
Après son retour, le SMS Möwe fut désarmé en tant que croiseur auxiliaire. En effet, il était devenu un trop bon outil de propagande pour être de nouveau risqué sur les mers.
Il fut transformé en mouilleur de mines auxiliaire Ostsee.
Après la guerre, il fut envoyé en Grande-Bretagne au titre de dommages de guerre et fut transformé en cargo appelé Greenbrier. 
En 1933, il retourna en Allemagne en tant que cargo Oldenburg et servit pendant la Seconde Guerre mondiale. 
Le 7 avril 1945, il fut torpillé près du village de Vadheim sur les côtes de Norvège et coula.

## Liste des victimes

### Premier voyage
- 11/1/1916 : Farrington britannique
- 12/1/1916 : Corbridge charbonnier britannique avec 4 000 tonnes de charbon, qui accompagnera le SMS Möwe pour lui servir de ravitailleur avant de le couler
- 13/1/1916 : Dromomby charbonnier britannique
- 13/1/1916 : Author britannique
- 14/1/1916 : Trader sucrier britannique
- 15/1/1916 : Ariadne cargo britannique chargé de maïs
- 16/1/1916 : Appam paquebot britannique qui sera autorisé à rallier avec les prisonniers les États-Unis, pays neutre à l'époque
- 16/1/1916 : Clan Mac Tavish britannique
- 23/1/1916 : Edimburg voilier britannique chargé de riz
- 4/2/1916 : Luxembourg charbonnier belge
- 6/2/1916 : Flamenco britannique
- 9/2/1916 : Westburne britannique autorisé à rallier les Canaries avec les prisonniers. Il devra se saborder à l'arrivée en raison de la présence d'un croiseur anglais.
- 10/2/1916 : Horace britannique
- 24/2/1916 : Maroni français
- 26/2/1916 : Saxon prince britannique chargé d'explosifs

### Deuxième voyage
- 3/12/1916 : Voltaire  britannique
- 6/12/1916 : Mount Temple britannique
- 8/12/1916 : Duchess of Cornwall voilier britannique
- 8/12/1916 : King George V britannique transportant des explosifs
- 8/12/1916 : Cambrian range britannique
- 10/12/1916 : Georgic britannique de 10 000 tonnes
- 11/12/1916 : Yarrowdale britannique chargé de charbon et de camions qui sera envoyé en Allemagne
- 12/12/1916 : Saint Theodore charbonnier britannique transformé en croiseur auxiliaire SMS Geier qui coulera 2 voiliers avant d'être sabordé
- 17/12/1916 : Dramatist britannique
- 29/12/1916 : Nantes voilier français chargé de phosphates
- 3/1/1917 : Asnières voilier français chargé de blé
- 8/1/1917 : Radnorshire britannique
- 9/1/1917 : Minieh charbonnier britannique
- 10/1/1917 : Netherby Hall britannique chargé de riz et de viande sur pied
- 16/2/1917 : Brecknockshire charbonnier britannique
- 16/2/1917 : French Prince britannique
- 17/2/1917 : Eddie britannique
- 24/2/1917 : Catherine britannique chargé de blé
- 5/3/1917 : Rhodante britannique
- 10/3/1917 : Esmeralda britannique
- 11/3/1917 : Otaki cargo britannique qui se défend avec son canon
- 13/3/1917 : Demerteton britannique
- 14/3/1917 : Governor britannique